# Zona Sur del Gran Buenos Aires

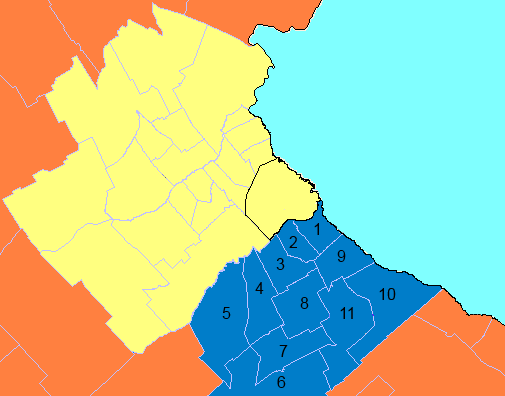
1: Avellaneda
2: Lanús
3: Lomas de Zamora
4: Esteban Echeverría
5: Ezeiza
6: San Vicente
7: Presidente Perón
8: Almirante Brown
9: Quilmes
10: Berazategui
11: Florencio Varela

La Zona Sur del Gran Buenos Aires es una de las zonas en las que se divide informalmente al Gran Buenos Aires (Argentina) y está constituida por los partidos ubicados al sur de la Ciudad Autónoma de Buenos Aires (CABA). 

## Componentes
- Departamento judicial de Quilmes (1,446,614 habitantes (Indec, 2010)):

Quilmes,
Berazategui y
Florencio Varela.
- Departamento judicial de Lomas de Zamora (2,549,091 habitantes (Indec, 2010)):

Almirante Brown,
Lanús,
Lomas de Zamora,
Esteban Echeverría,
Ezeiza y 
Avellaneda.
- Departamento judicial de La Plata (1,238,401 habitantes (Indec, 2010)):

Presidente Perón y
San Vicente.

## Población
| Partido            | Cordón | Población 2022 |
| ------------------ | ------ | -------------- |
| Avellaneda         | 1°     | 367,554        |
| Lanús              | 1°     | 461,267        |
| Lomas de Zamora    | 1°     | 690,323        |
| Esteban Echeverría | 2°     | 338,480        |
| Ezeiza             | 2°     | 201,511        |
| San Vicente        | 3°     | 98,215         |
| Presidente Perón   | 3°     | 102,106        |
| Almirante Brown    | 2°     | 584,827        |
| Quilmes            | 2°     | 633,391        |
| Berazategui        | 2°     | 358,712        |
| Florencio Varela   | 2°     | 496,433        |
| Total              | Total  | 4,332,819      |

## Características
Es el área industrial tradicional del país, donde se instalaron los frigoríficos desde fines del siglo XIX. Separada de la ciudad de Buenos Aires y la zona Oeste por el Riachuelo, es la zona donde se hacen más evidentes las desigualdades sociales y urbanas del Gran Buenos Aires, con importantes zonas comerciales y residenciales y gran cantidad de barrios de nivel socioeconómico bajo y asentamientos irregulares.
IDH:0,825

## Partidos
Dentro del conurbano bonaerense habitualmente se distinguen también los cordones o coronas, una serie de anillos sucesivos ubicados según su proximidad alrededor de la ciudad de Buenos Aires. Esta clasificación supone una cierta homogeneidad para cada uno de ellos, resultado de los distintos momentos en que se desarrollaron a medida que se extendía el aglomerado, sus condiciones habitacionales, la infraestructura presente y la densidad de población.

### Primer cordón

#### Partido de Avellaneda

Partido de Avellaneda

Limita con la Ciudad de Buenos Aires, de la cual está separada por el Riachuelo que desemboca en el Río de la Plata, al noroeste. Al noreste limita con el propio Río de la Plata; al sudoeste con el partido de Lanús y al sudeste con el partido de Quilmes.

##### Historia
Se fundó en 1852 con el nombre de Barracas al Sud que conservó hasta 1904. Su territorio incluía al actual partido de Lanús hasta 1944.

##### Localidades
- Avellaneda (cabecera)
- Crucecita
- Dock Sud
- Gerli (Este)
- Piñeyro
- Sarandí
- Villa Domínico
- Wilde

##### Demografía
| Censo     | 1869  | 1881   | 1895     | 1914     | 1947    | 1960    | 1970    | 1980    | 1991    | 2001    | 2010    |
| --------- | ----- | ------ | -------- | -------- | ------- | ------- | ------- | ------- | ------- | ------- | ------- |
| Población | 8.003 | 8.244  | 18.574   | 144.739  | 273.839 | 326.531 | 337.538 | 334.145 | 344.991 | 328.980 | 342.677 |
| Variación | -     | +2,96% | +125,30% | +679,25% | +89,19% | +19,24% | +3,37%  | -1,00%  | +3,24%  | -4,64%  | +4,16%  |

#### Partido de Lanús

Partido de Lanús

Limita con la Ciudad de Buenos Aires por el Riachuelo y con los partidos de Avellaneda, Quilmes y Lomas de Zamora.

##### Historia
Se fundó en 1944, con tierras provenientes de Avellaneda. Hasta octubre de 1955 se llamó 4 de junio.

##### Localidades
- Gerli (Oeste)(Este)
- Lanús (cabecera)
- Monte Chingolo
- Remedios de Escalada
- Valentín Alsina

##### Demografía
Según el último censo el partido tiene 459.263 habitantes, lo que lo sitúa como la 5.ª unidad más poblada del conurbano, con una población de 10.077,78 hab/km² es el partido más densamente poblado después de la Ciudad de Buenos Aires en Argentina. Esta población representa un 0,09% más que la de 2001.
Lo que se conoce como ciudad de Lanús cuenta con 212,152 habitantes (Indec, 2001), siendo la localidad más poblada del partido, de la que representa un 47% del total.
EL censo de 1947 daba al partido de Lanús una población de 244.473 habitantes. En 1895 esa población era de 4000 personas, y en 1960 llegaba a 381.561 habitantes; está claro que el incremento más significativo y definitorio es anterior a 1947.

#### Partido de Lomas de Zamora

Partido de Lomas de Zamora

Está ubicado al sur de la Ciudad de Buenos Aires, con la cual limita en una breve sección por el Riachuelo (al cruzar el Puente de la Noria se entra al barrio porteño de Villa Riachuelo). Además limita con los partidos de Lanús, Quilmes, Almirante Brown, Esteban Echeverría y La Matanza.

##### Historia
Se fundó en 1861 con el nombre de La Paz, que se cambió en 1869.

##### Localidades
- Lomas de Zamora (cabecera)
- Banfield
- Temperley
- Llavallol
- Turdera
- Villa Centenario
- Villa Fiorito
- Ingeniero Budge
- Villa Albertina
- San José

##### Demografía
Según los datos del censo realizado en 2010 la población es de 616,279 habitantes (Indec, 2010). Es la segunda unidad más poblada del conurbano bonaerense. La población del partido de Lomas de Zamora ya debería haber alcanzado la ocupación de todas sus tierras en los últimos años, por lo que si bien su población ha crecido un 3% en los 1990s y 4% en los 2000s, actualmente tiende a estabilizarse.
La ciudad de Lomas de Zamora contaba en ese año con 111.897 habitantes, lo que la deja -por escaso margen respecto a la tercera- como la segunda unidad en población del partido; esto representa un 18,92 % del total del partido. La ciudad de Lomas en particular no creció poblacionalmente en los años 1990.

### Segundo cordón

#### Partido de Almirante Brown

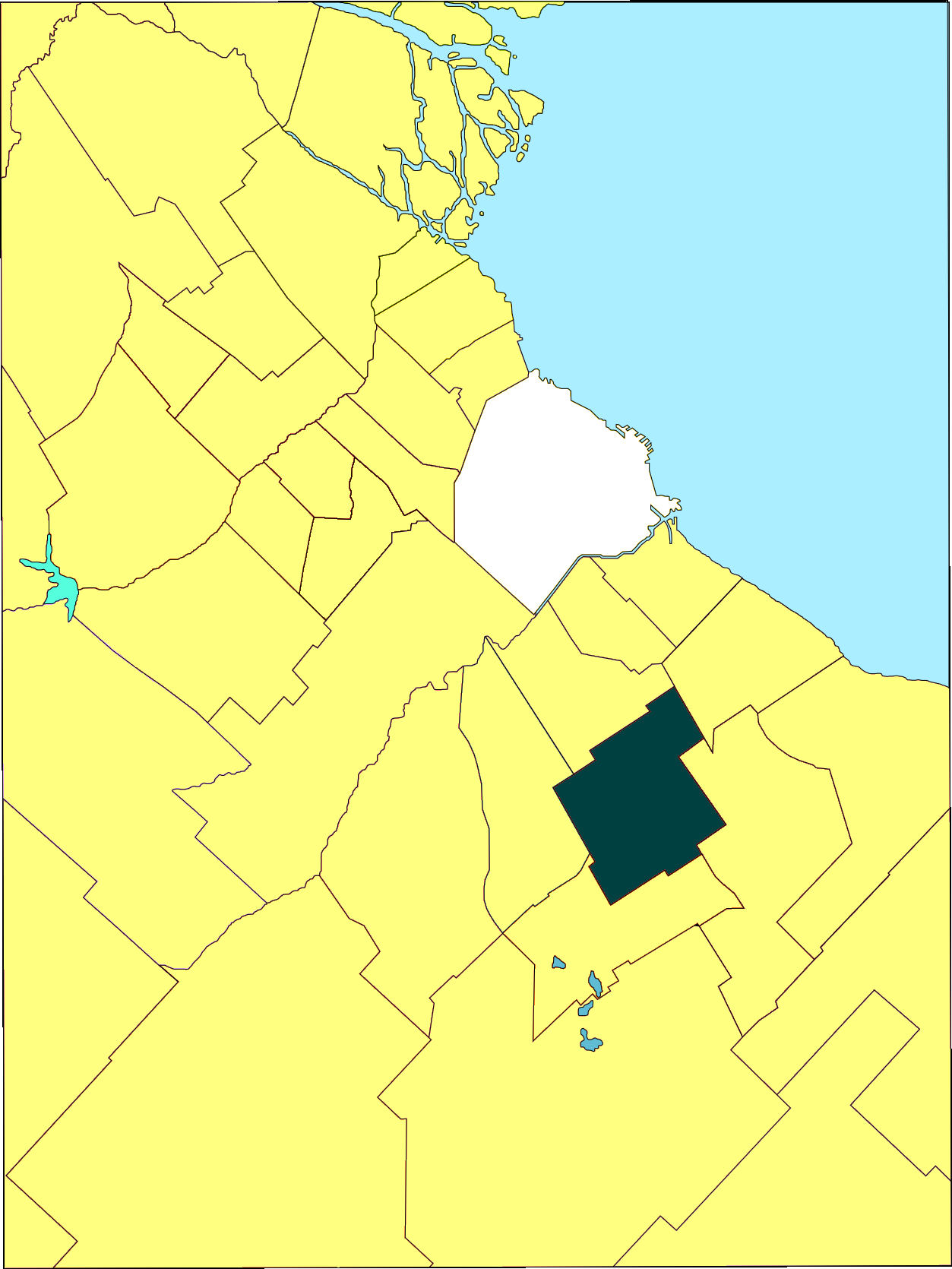
Partido de Almirante Brown

Limita al norte con Lomas de Zamora, al este con Quilmes y Florencio Varela, al sur con Presidente Perón, y al oeste con Esteban Echeverría.

##### Historia
Fundado en 1873 con tierras provenientes de Quilmes y San Vicente.

##### Localidades
- Adrogué (cabecera)
- Burzaco
- Glew
- Claypole
- Don Orione
- Rafael Calzada
- Longchamps
- José Mármol
- Ministro Rivadavia
- Malvinas Argentinas
- San José

##### Demografía
| Censo     | 1869 | 1881  | 1895     | 1914     | 1947     | 1960     | 1970    | 1980    | 1991    | 2001    | 2010    |
| --------- | ---- | ----- | -------- | -------- | -------- | -------- | ------- | ------- | ------- | ------- | ------- |
| Población | -    | 2.772 | 5.738    | 14.094   | 39.700   | 136.924  | 245.017 | 331.919 | 450.698 | 515.556 | 552.902 |
| Variación | -    | -     | +206,99% | +145,62% | +181,68% | +244,89% | +78,94% | +35,46% | +35,78% | +14,39% | +7,24%  |

#### Partido de Berazategui

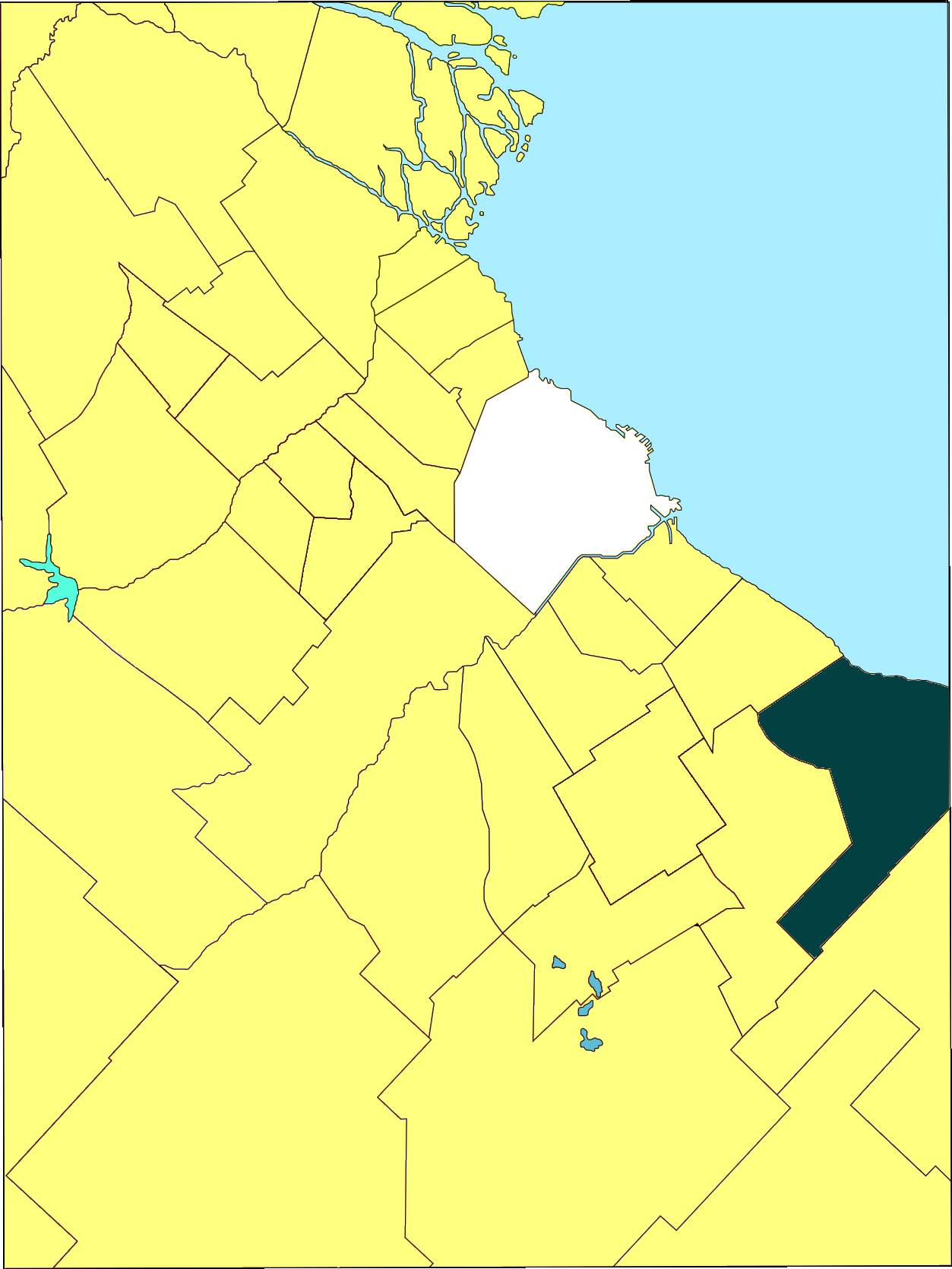
Partido de Berazategui

Limita al norte con el partido de Quilmes, al este con el Río de la Plata, al oeste con el partido de Florencio Varela y al sur con los partidos de La Plata y Ensenada.

##### Historia
Fue fundado en noviembre de 1960 tomando tierras de la parte sudeste de Quilmes.

##### Localidades
- Berazategui (cabecera)
- Hudson
- Juan María Gutiérrez
- Ranelagh
- Sourigues
- Pereyra
- Plátanos
- Villa España
- Centro Agrícola El Pato

##### Demografía
| Censo     | 1970    | 1980    | 1991    | 2001    | 2010    |
| --------- | ------- | ------- | ------- | ------- | ------- |
| Población | 127.740 | 201.862 | 244.929 | 287.913 | 320.244 |
| Variación | -       | +58,02% | +21,33% | +17,54% | +11,22% |

#### Partido de Esteban Echeverría

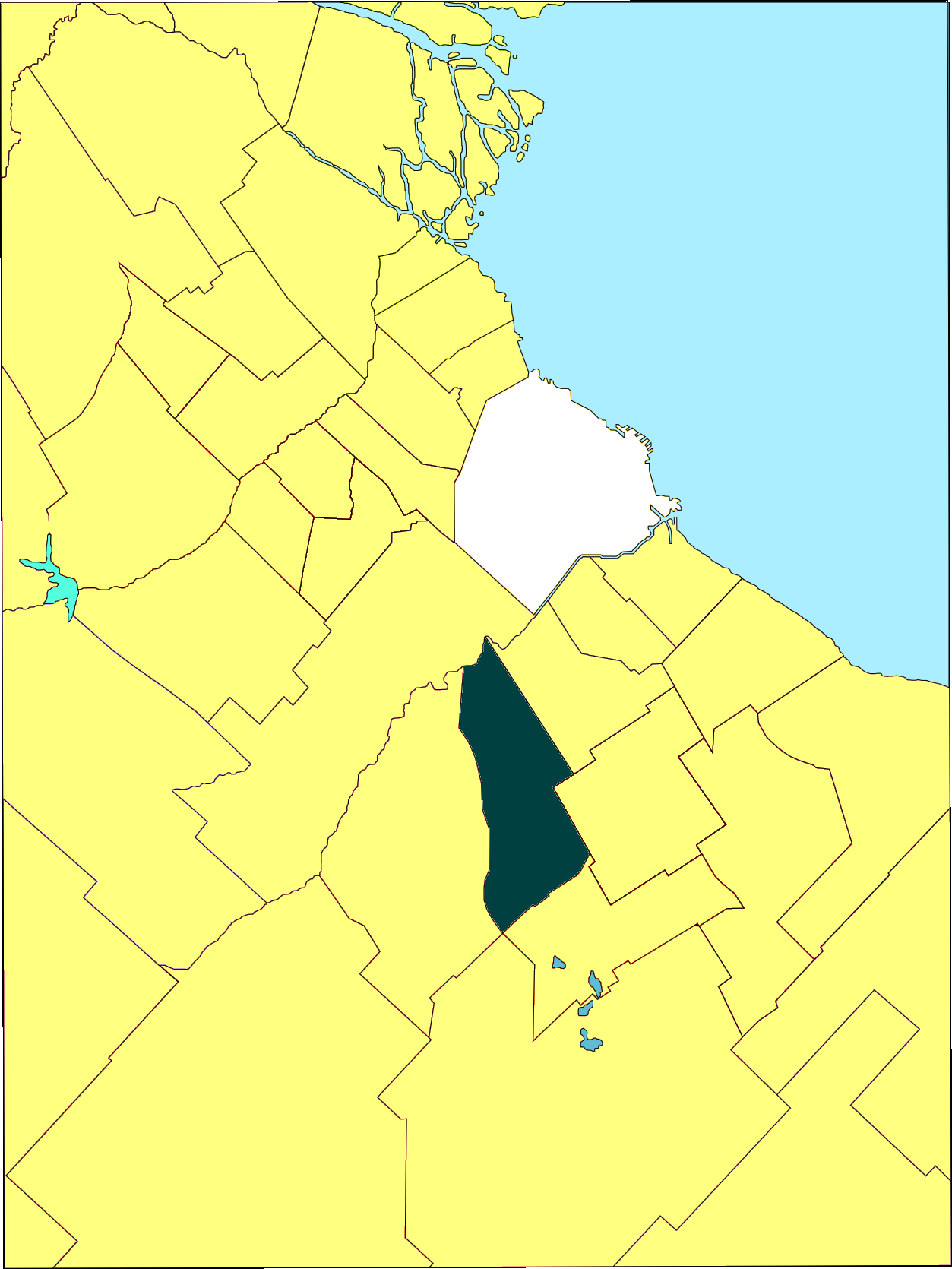
Partido de Esteban Echeverría

##### Historia
Se fundó en 1913, con tierras provenientes de Lomas de Zamora y San Vicente. En 1993 y 1994 cedió tierras a Cañuelas y para la creación de los partidos de Ezeiza y Presidente Perón.

##### Localidades
- Monte Grande (cabecera)
- Nueve de Abril
- Canning (Este)
- El Jagüel
- Luis Guillón

##### Demografía
| Censo     | 1914  | 1947     | 1960     | 1970    | 1980    | 1991    | 2001    | 2010    |
| --------- | ----- | -------- | -------- | ------- | ------- | ------- | ------- | ------- |
| Población | 5.047 | 19.068   | 69.730   | 111.150 | 188.923 | 275.793 | 243.974 | 300.959 |
| Variación | -     | +277,80% | +265,69% | +59,40% | +69,97% | +45,98% | -11,53% | +23,35% |

#### Partido de Ezeiza

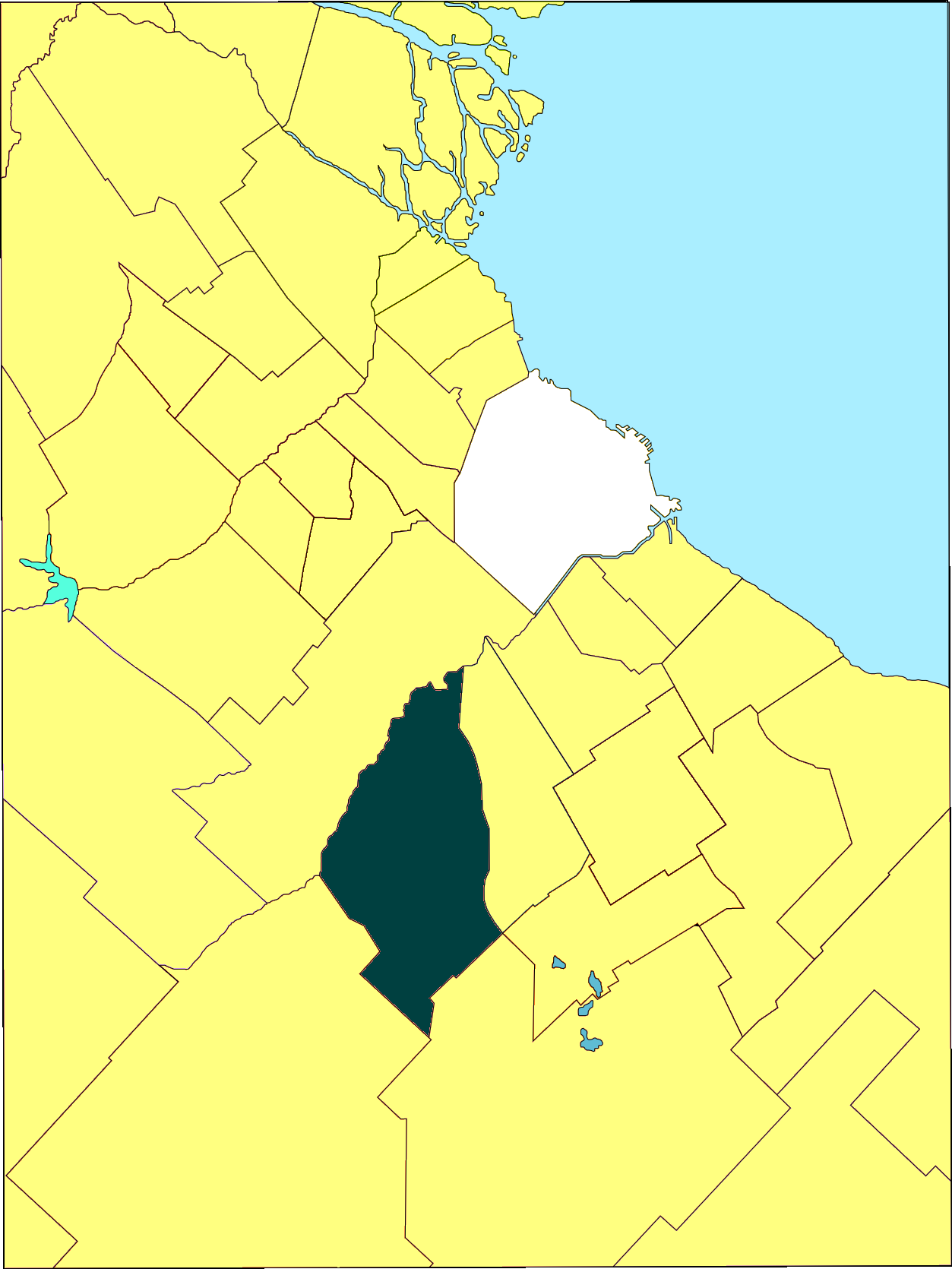
Partido de Ezeiza

##### Historia
Fue creado en 1994 a partir de la subdivisión de Esteban Echeverría.

##### Localidades
- Aeropuerto Internacional Ezeiza
- Canning (Oeste)
- Carlos Spegazzini
- Ezeiza (cabecera)
- La Unión
- Tristán Suárez

##### Demografía
| Censo     | 2001    | 2010     |
| --------- | ------- | -------- |
| Población | 118 807 | 163 722  |
| Variación | -       | +37,80 % |

#### Partido de Florencio Varela

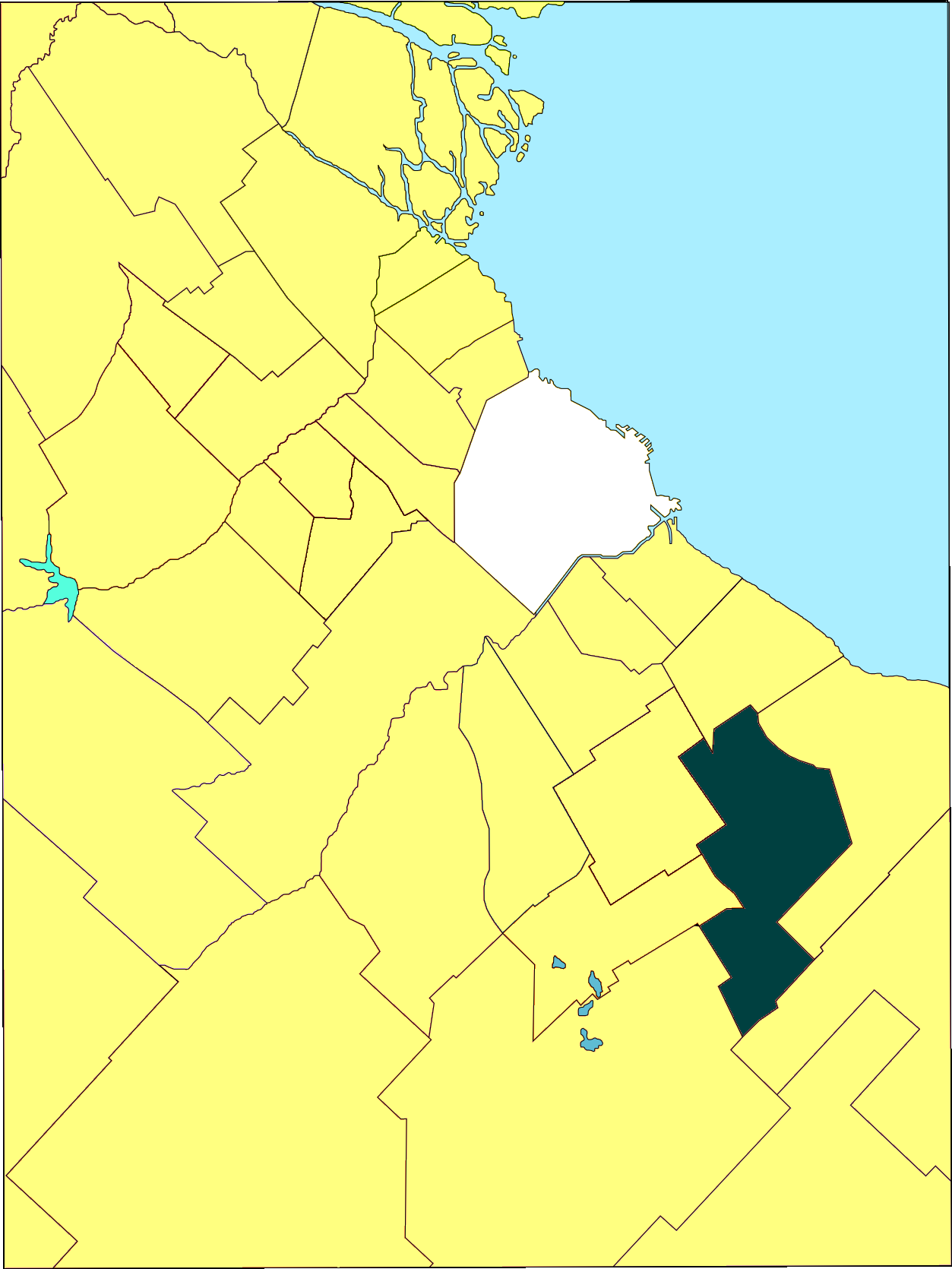
Partido de Florencio Varela

Limita al norte con los partidos de Quilmes y Almirante Brown, al sur con el partido de La Plata, al este con el partido de Berazategui y al oeste con los partidos de Presidente Perón, Almirante Brown y San Vicente.

##### Historia
Se fundó en 1891, separándose de Quilmes. En 1993 cedió tierras para la creación del partido de Presidente Perón.

##### Localidades
- Bosques
- Estanislao Severo Zeballos
- San Juan Bautista (cabecera)
- Gobernador Julio A. Costa
- Ingeniero Juan Allan
- Villa Brown
- Villa San Luis
- Villa Santa Rosa
- Villa Vatteone
- La Capilla

##### Demografía
| Censo     | 1895  | 1914     | 1947     | 1960     | 1970     | 1980    | 1991    | 2001    | 2010      | 2022! |
| --------- | ----- | -------- | -------- | -------- | -------- | ------- | ------- | ------- | --------- | ----- |
| Población | 2.491 | 5.174    | 10.480   | 41.707   | 98.446   | 173.452 | 254.997 | 348.970 | 426.005\| |       |
| Variación | -     | +107,70% | +102,55% | +297,96% | +136,04% | +76,18% | +47,01% | +36,85% | +22,07%\| |       |

#### Partido de Quilmes

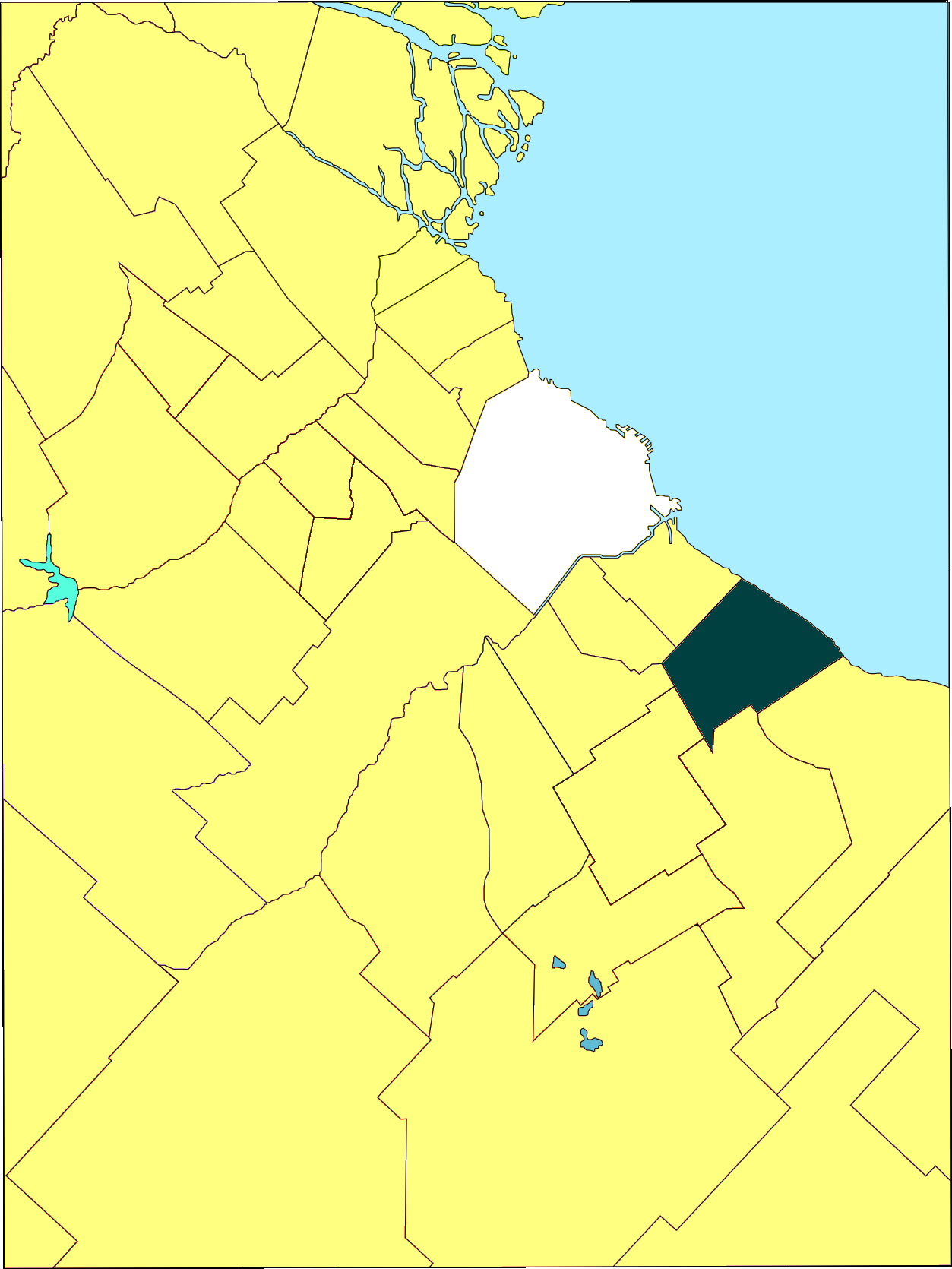
Partido de Quilmes

Fundado en 1865, incluyó hasta 1891 a Florencio Varela y parte de Alte. Brown; y a Berazategui hasta noviembre de 1960.

##### Localidades
- Don Bosco
- Bernal
- Quilmes (cabecera)
- Ezpeleta
- San Francisco Solano
- Villa La Florida
- Wilde

##### Demografía
Hacia junio de 2007 tenía 543.908 habitantes.
- Población en 1991: 511,234 habitantes (Indec, 1991), lo que significaba una densidad poblacional de 4.089,9 habitantes por kilómetro cuadrado.
- Población 2001: 518,788 habitantes (Indec, 2001), densidad de 4.150,3 habitantes por km², lo que representa una variación incercensal de un 1.48%.
- Población en 2010: 580,829 habitantes (Indec, 2010), densidad de 4.646,6 habitante por km²

La localidad de Quilmes contaba en el último censo, con 230,810 habitantes (Indec, 2001), repartidos 111.575 en Quilmes y 119.235 en Quilmes Oeste (48% y 52% respectivamente). Esta población conforma un 45% del total del partido, del cual es la ciudad más poblada.
- Densidad de población: 4.150,3 hab./km².

### Tercer cordón

#### Partido de Presidente Perón

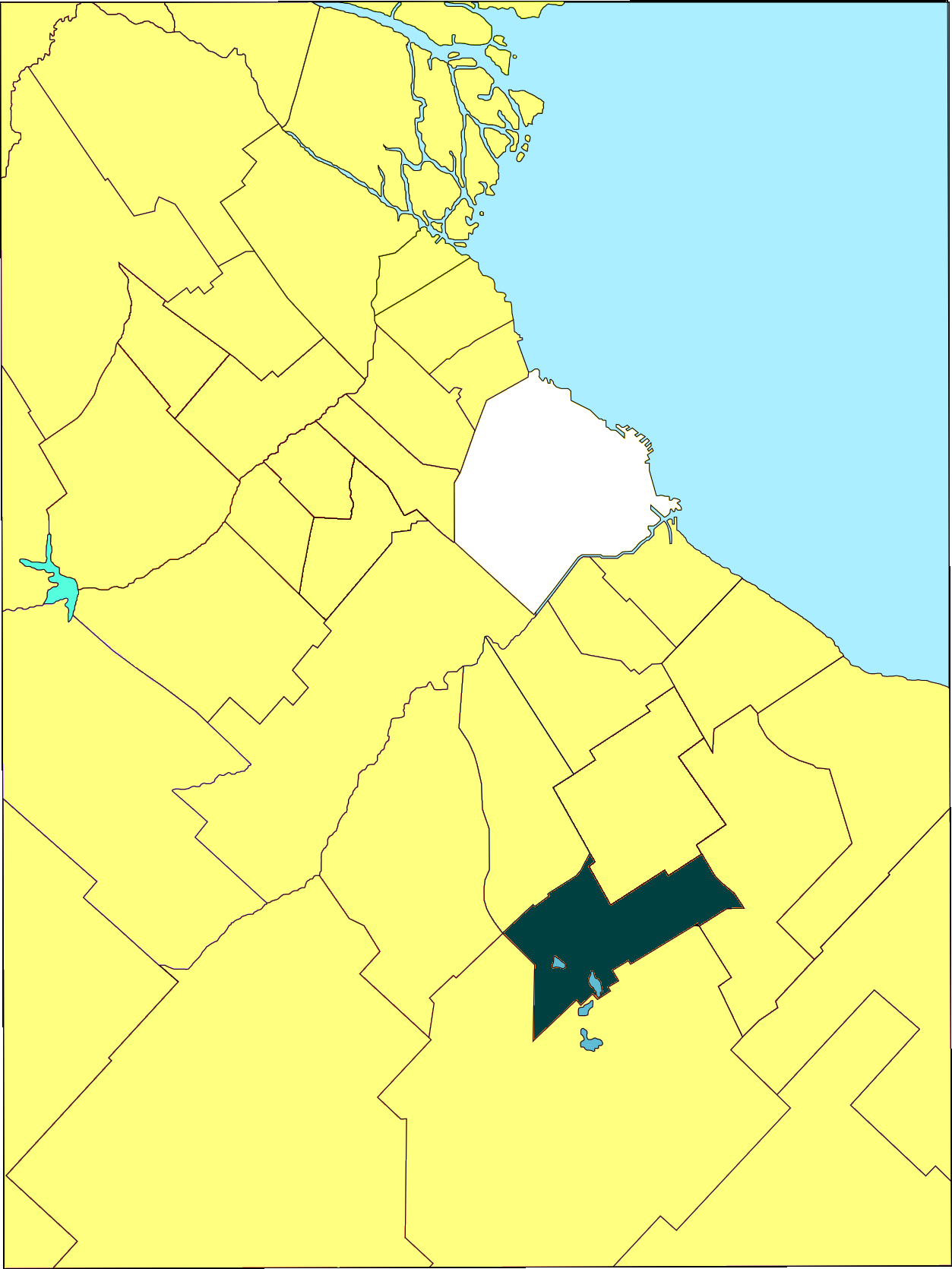
Partido de Presidente Perón

##### Historia
Fundado el 25 de noviembre de 1993 por ley provincial en territorios anteriormente pertenecientes a los distritos de San Vicente mayormente y una pequeña porción de los de Florencio Varela, Almirante Brown y Esteban Echeverría.

##### Localidades
- Guernica, única ciudad del partido

##### Demografía
- Población 2001 : 60,191 habitantes (Indec, 2001)
- Población 2010 : 80,791 habitantes (Indec, 2010)

#### Partido de San Vicente

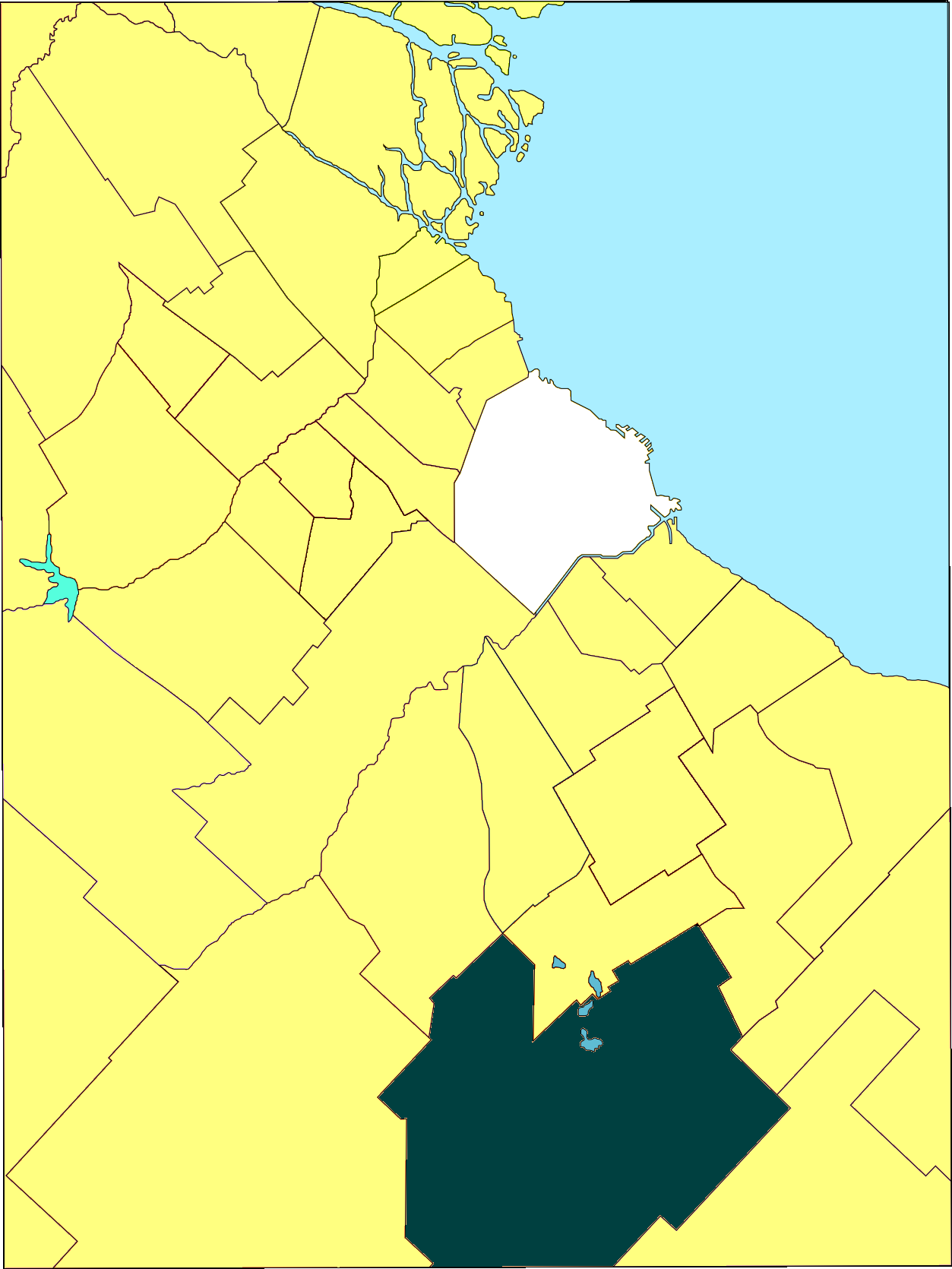
Partido de San Vicente

##### Historia
El Curato y Pago de la Magdalena formaban parte, a fines del siglo XVIII, de las tierras que hoy constituyen San Vicente. 
En 1780 el curato se dividió y la zona tomó el nombre de la Laguna de la Reducción, debido a la existencia de un pueblo originario que vivía en las inmediaciones. 
En 1784, el territorio fue convertido en Partido y recibió el nombre de San Vicente. La Ley de Municipalidades, promulgada en 1854, estableció la primera comuna integrada por votación popular. En forma simultánea, el pueblo cabecera se trasladó a la margen sur de la laguna San Vicente.

##### Localidades del partido
- San Vicente (cabecera)
- Alejandro Korn
- Domselaar

##### Demografía
- Población 1991: 34,866 habitantes (Indec, 1991)
- Población 2001: 44,529 habitantes (Indec, 2001)
- Población 2010: 59,478 habitantes (Indec, 2010)

## Servicio de trenes
- Línea General Roca

La Línea Gral. Roca, perteneciente a la red nacional del Ferrocarril General Roca, presta servicios de pasajeros entre las estaciones Plaza Constitución, en el barrio porteño de Constitución, y las estaciones de Alejandro Korn/Chascomús, Cañuelas/Lobos/Monte, La Plata/Bosques/Juan María Gutiérrez y Haedo del sur y sudoeste del Gran Buenos Aires.
Compone un total de 75 estaciones, partiendo de la Ciudad de Buenos Aires.
Sirve anualmente a 2011 a 91,4 millones de pasajeros, cabe destacar que en 2010 transportó a 130,8 millones.
En la estación Plaza Constitución existe una conexión con la línea C de subterráneos, mientras que en la Parada Agustín de Elía se puede hacer transbordo con el Apeadero Kilómetro 12 de la Línea Belgrano Sur.

## Galería de imágenes

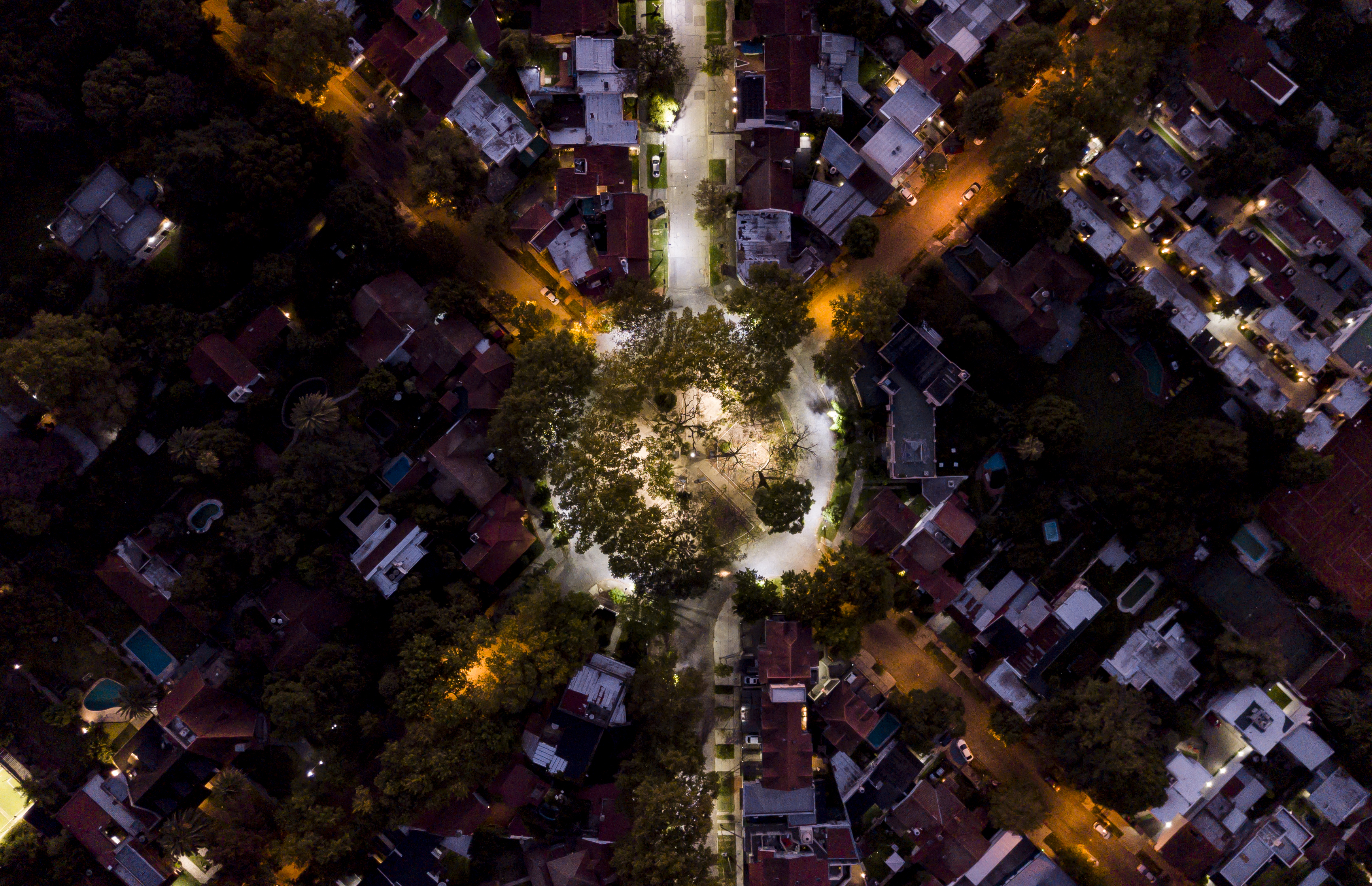
Plaza Azopardo, Adrogué.
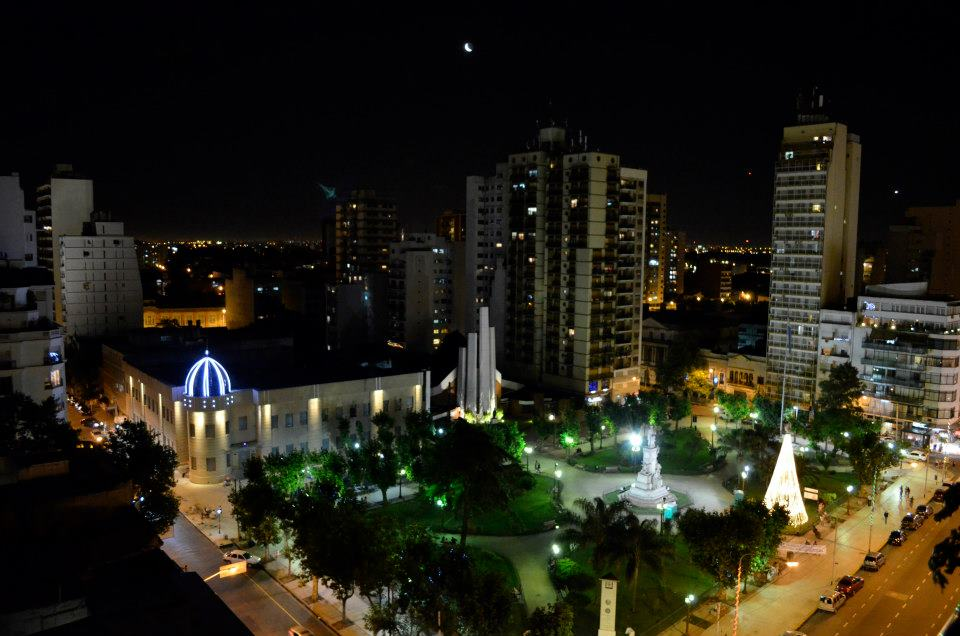
Plaza Alsina, en el Centro de Avellaneda.
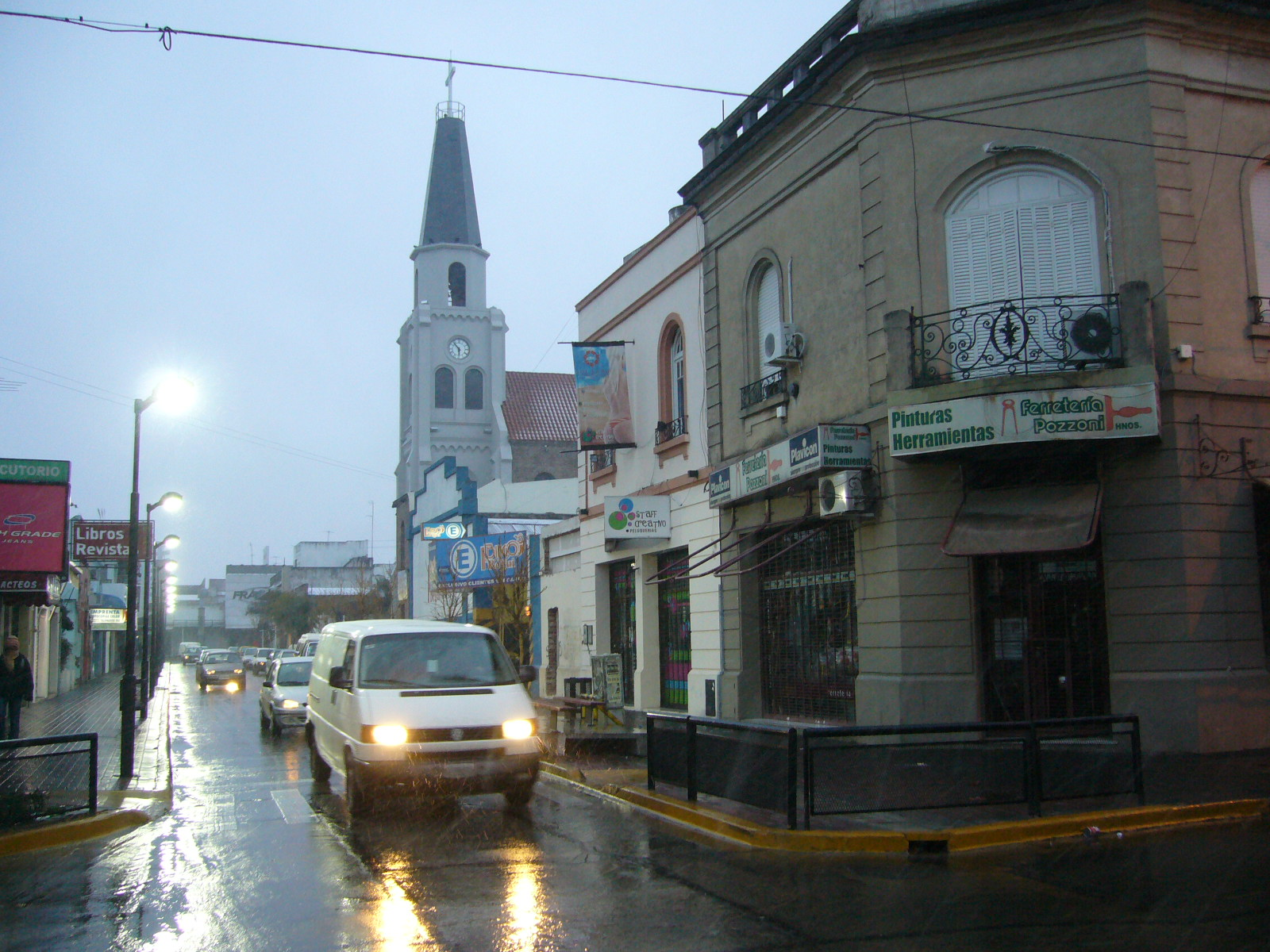
Calle 148 del Centro de Berazategui.
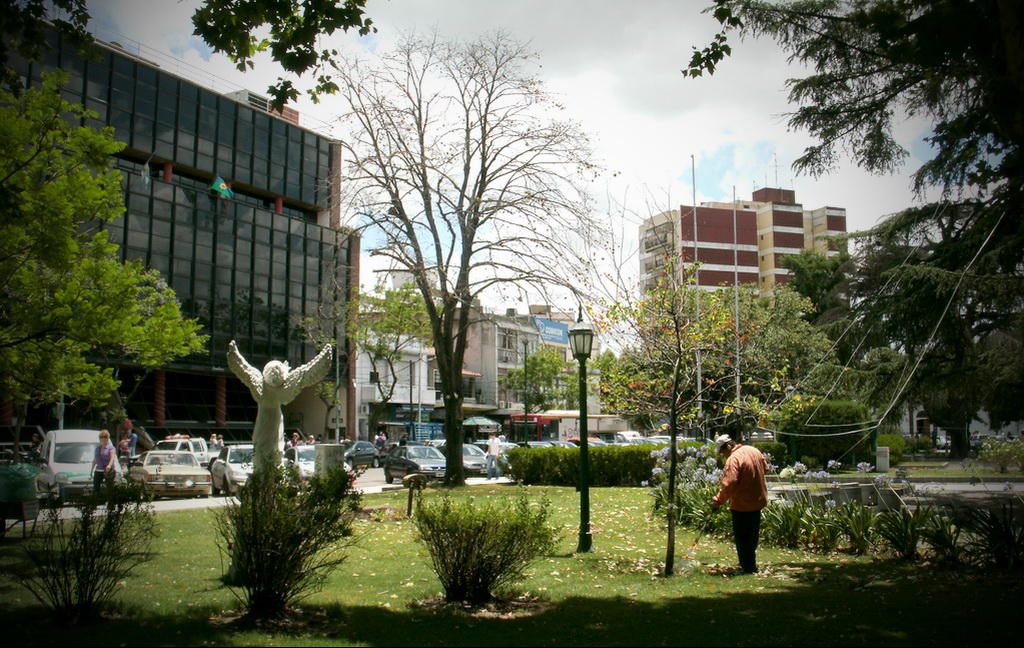
Plaza Bartolomé Mitre y Municipalidad de Esteban Echeverría, Monte Grande.
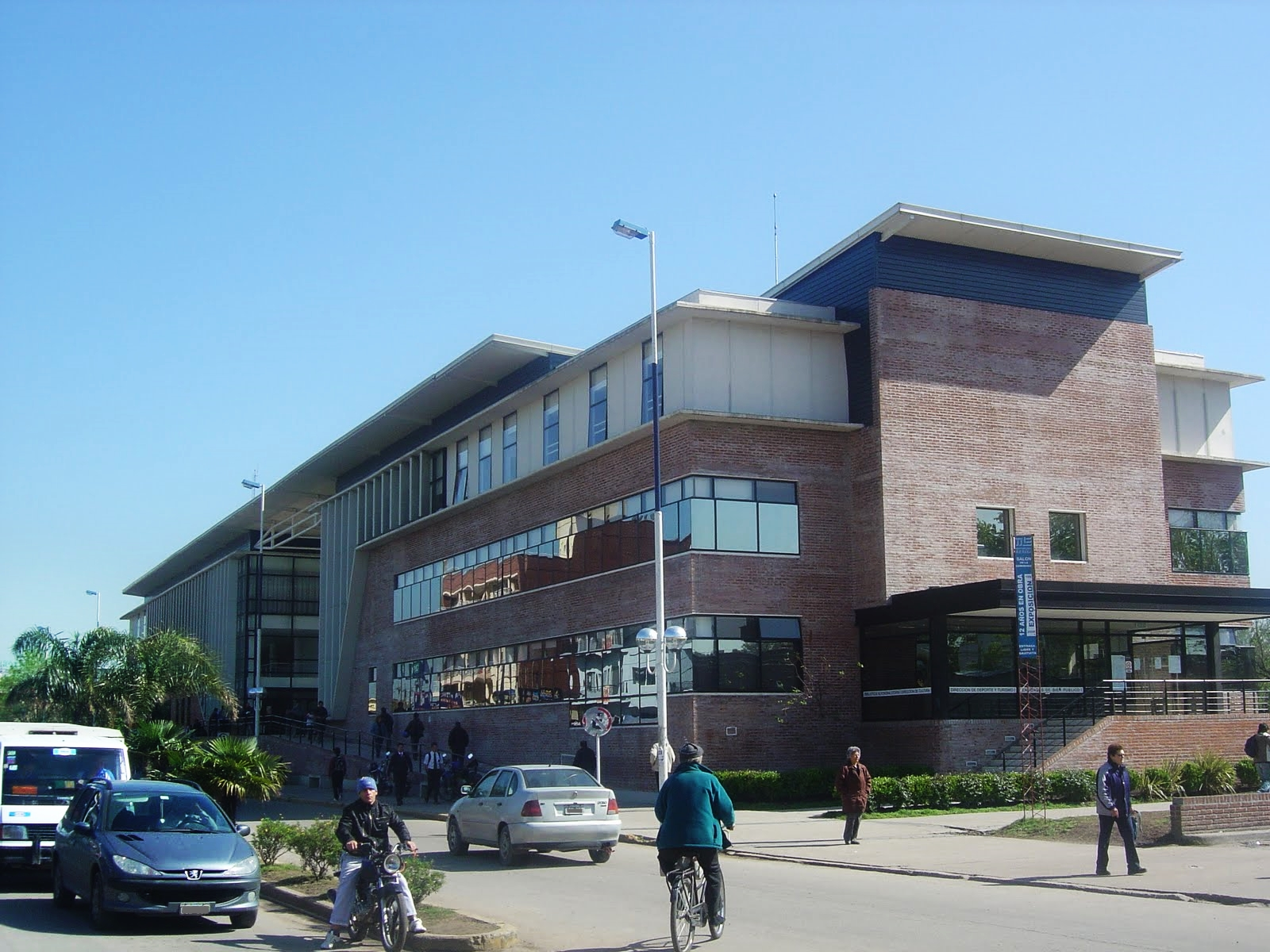
Municipalidad de Ezeiza.
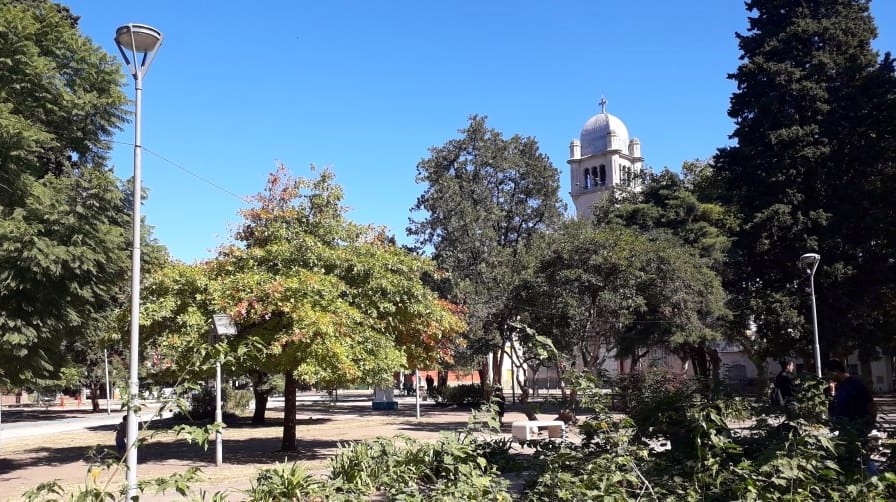
Plaza e Iglesia San Juan Bautista en Florencio Varela.
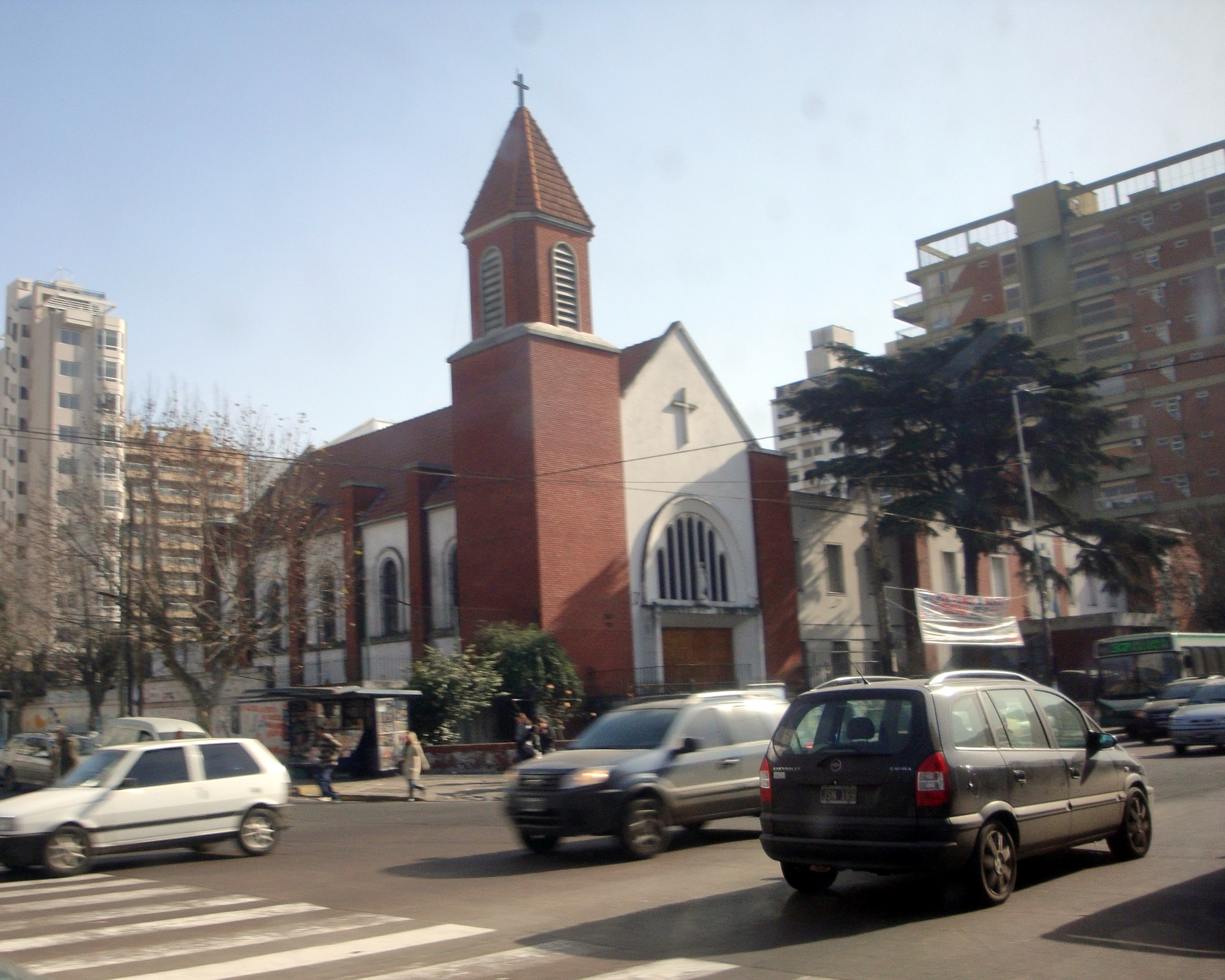
Iglesia de la Inmaculada Concepción en el Centro de Lanús.
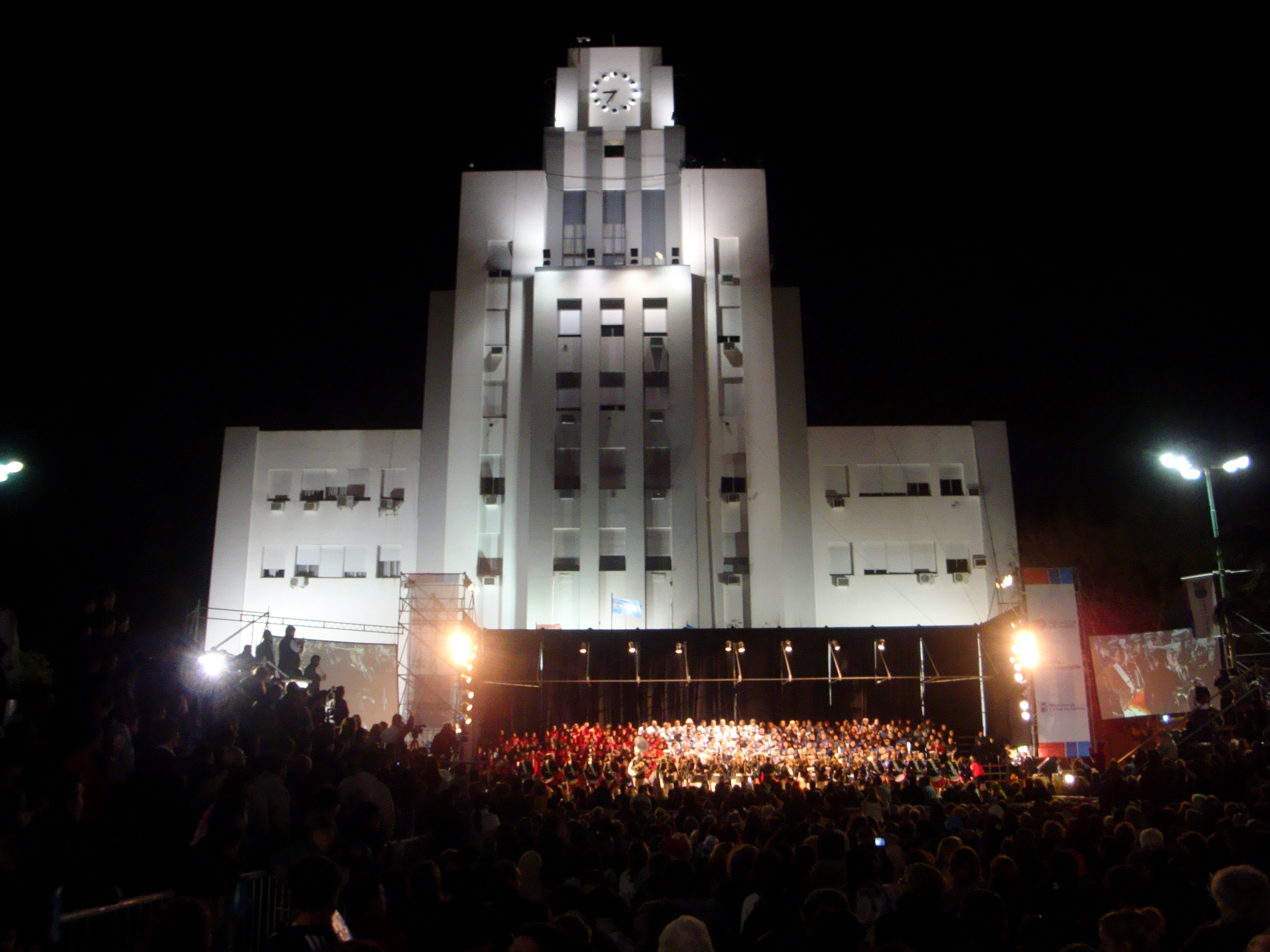
Plaza Victorino Grigera y Municipalidad de Lomas de Zamora
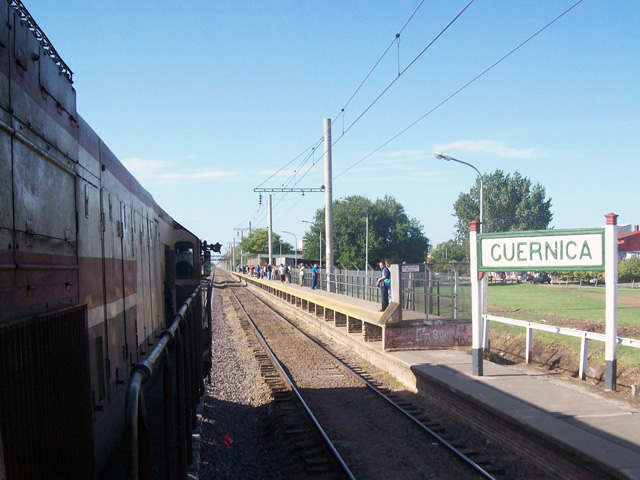
Estación Guernica, Partido de Presidente Perón.
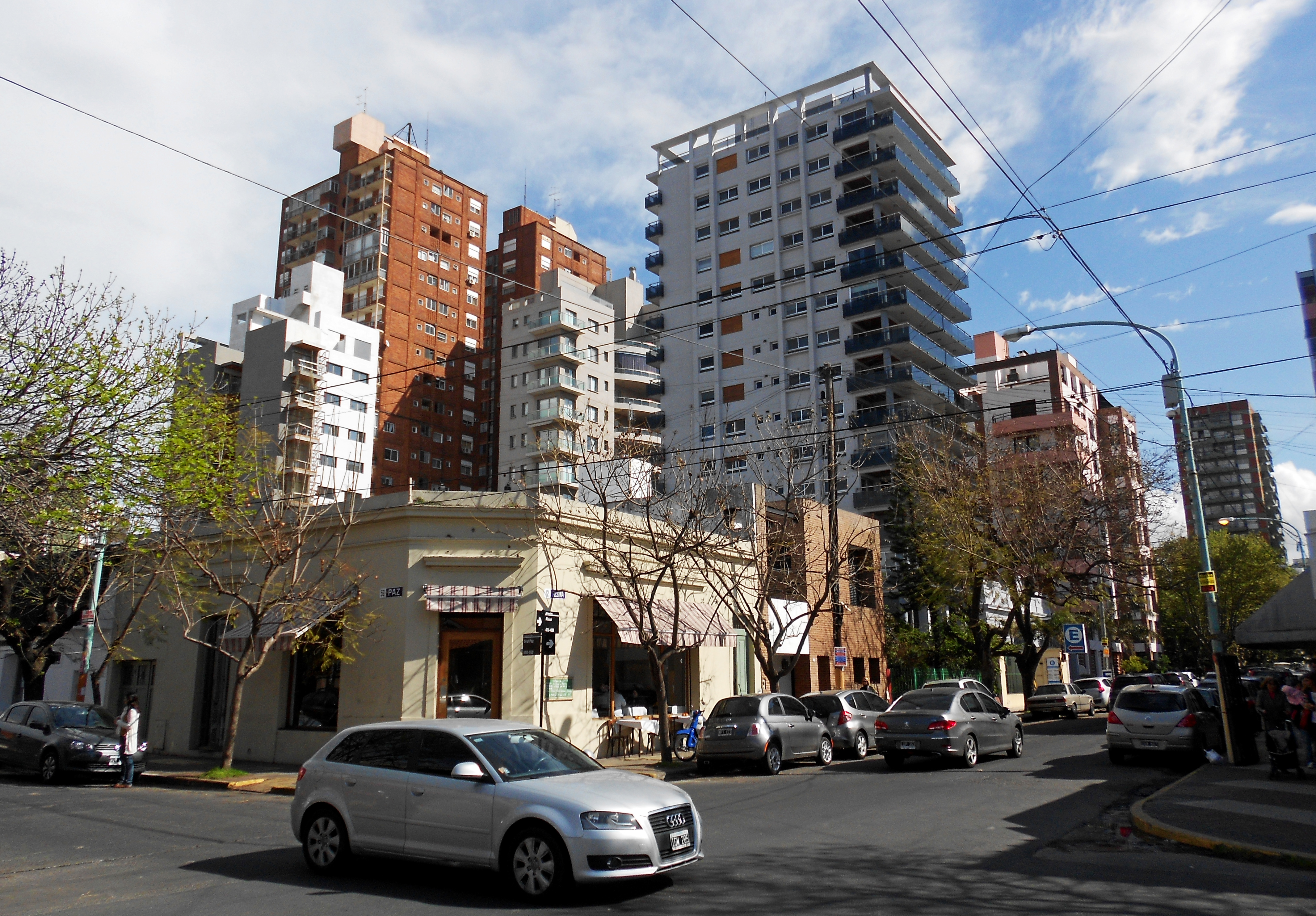
Edificios del Centro de Quilmes.
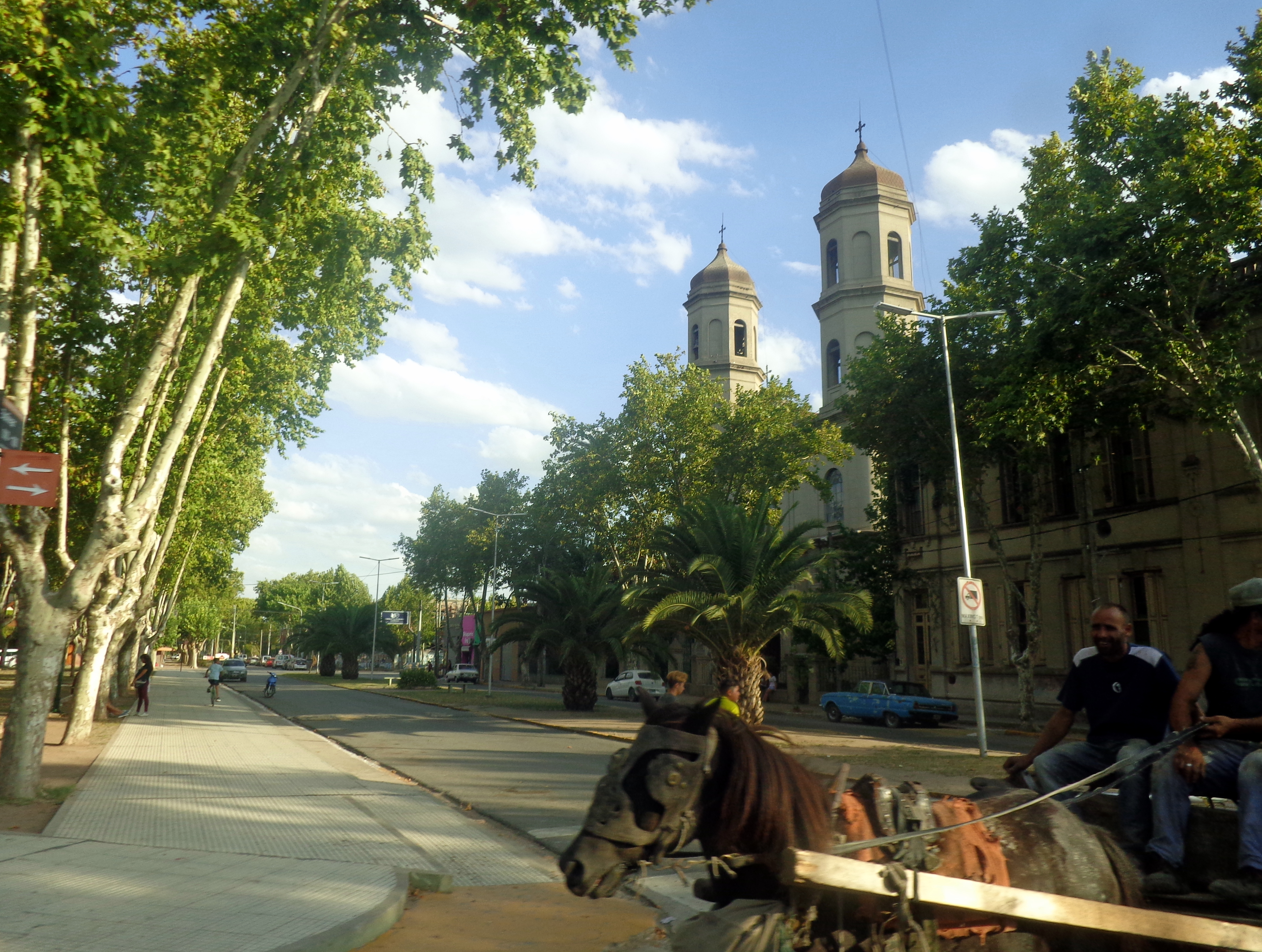
Iglesia San Vicente Ferrer, San Vicente.